# Volksliederbuch für Männerchor

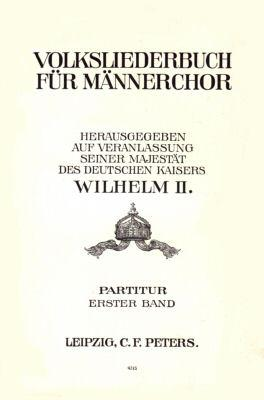
Das erste Kaiserliederbuch, das "Volksliederbuch für Männerchor". Partiturinnenseite der Erstausgabe, 1906

Das Volksliederbuch für Männerchor – herausgegeben auf Veranlassung Seiner Majestät des Deutschen Kaisers Wilhelm II. – erschien erstmals 1906. Im Volksmund hieß es Des Kaisers Liederbuch oder kurz Kaiserliederbuch.

## Geschichte
Das Volksliederbuch ist eine äußerst umfangreiche Sammlung von 610 Volksliedern in älteren und neueren Sätzen, die nach dreijähriger Arbeit im Jahre 1906 in mehreren Bänden veröffentlicht wurde. Es bildete den Auftakt zu einer Reihe, dem – auf Veranlassung des Kaisers – nach dem Vorbild des Volksliederbuches für Männerchor, das „Volksliederbuch für gemischten Chor“ 1915 sowie später 1930 das „Volksliederbuch für die Jugend“ folgten.
Für dieses Projekt wurde eigens eine Arbeits- bzw. Auswahlkommission zusammengestellt. Zu dieser gehörten die Vorsitzenden Max Friedlaender und Rochus Freiherr von Liliencron sowie Johannes Bolte, Musikdirektor Ferdinand Hummel und Sing-Akademie-Direktor Georg Schumann, allesamt aus Berlin. Von Februar bis Oktober 1904 wurden 25 Sitzungen abgehalten. Daneben gingen schriftliche Gutachten und Abstimmungen über 8000 Lieder ein, da die Fülle an Liedern nicht anders zu bewältigen war. 610 Lieder wurden letztlich ausgewählt.
Unter den „kundigsten und bewährtesten Fachgenossen“ der damaligen Zeit wurden zudem Bearbeiter ausgewählt für Volkslieder, welche damals nicht in entsprechenden Sätzen für Männerchor vorlagen.
Neben den in erster Linie beteiligten Mitgliedern der Kommission, von denen der vom Kaiser persönlich in die Volksliederbuch-Kommission berufene Georg Schumann die meisten Bearbeitungen lieferte, gehörten unter anderem Engelbert Humperdinck, Max Bruch, Gustav Schreck und Richard Strauss. 
Nach Vollendung des Volksliederbuches für Männerchor verlieh der Kaiser zahlreiche Orden, so dem Vorsitzenden der Arbeitskommission v. Liliencron die Brillanten zum Roten Adlerorden 1. Klasse mit der Krone; Professor Felix Schmidt und der Verlagsbuchhändler Henri Hinrichsen (C. F. Peters) erhielten den Kronenorden 3. Klass; Friedländer, Bolte, der Direktor der Singakademie Schumann, H. Kretzschmar und Musikdirektor Hummel den Roten Adlerorden 4. Klasse. Der Komponist Hegar in Zürich und der Ehrenchormeister Kremser (Wien) bekamen ein Bildnis des Kaisers.
1955 erschien in der DDR unter Bezugnahme auf das historische Vorbild ein Neues Volksliederbuch für gemischten Chor.

## Veröffentlichungen
- Kommission für das deutsche Volksliederbuch (Hrsg.): Volksliederbuch für Männerchor. Herausgegeben auf Veranlassung Seiner Majestät des Deutschen Kaisers Wilhelm II. C. F. Peters, Leipzig 1906
- Kommission für das deutsche Volksliederbuch (Hrsg.): Volksliederbuch für gemischten Chor. Herausgegeben auf Veranlassung Seiner Majestät des  Deutschen Kaisers Wilhelm II. C. F. Peters, Leipzig 1915
- Staatliche Kommission für das Volksliederbuch (Hrsg.): Volksliederbuch für die Jugend. Verlag C. F. Peters, Leipzig 1930
- Ernst Hermann Meyer, Karl Schleifer, Wilhelm Weismann (Hrsg.): Neues Volksliederbuch für gemischten Chor. Im Auftrag der Deutschen Akademie der Künste. Peters, Leipzig 1955